# Gerard Salton

Gerard Salton (Núremberg, 8 de marzo de 1927 - Nueva York, 28 de agosto de 1995) fue un informático e informatólogo estadounidense de origen alemán. Especialista en Recuperación de información y en procesamiento del lenguaje natural.

## Biografía
Nace en Núremberg (Alemania) donde pasa su juventud hasta que huye junto a su familia durante la Segunda Guerra Mundial. Se instala en Estados Unidos en 1947 y obtiene la nacionalidad en 1952. Estudia en el Brooklyn College de Nueva York donde obtiene una maestría en matemáticas en 1952. Ingresa en la Universidad de Harvard como estudiante de posgrado bajo la dirección de Howard Aiken, leyendo su tesis doctoral en 1958.
Entre 1958 y 1965 trabaja en la Universidad de Harvard en distintos cargos investigadores y docentes. En 1965 ingresa en la Universidad de Cornell (Ithaca, Nueva York) y funda el departamento de informática, trabajando en él durante 30 años.
Investigó el procesamiento del lenguaje natural en bases de datos documentales. Para ello, desarrolló el sistema SMART (System for Manipulation and Retrieval Text, 1968) de recuperación de información. El modelo booleano presentaba numerosas deficiencias, por lo que propuso un sistema basado en un modelo de espacio vectorial para la indización y clasificación de documentos y su posterior recuperación. Cada documento es representado como un vector que recoge información semántica codificada; es decir, cada componente del vector representa un término (descriptor) indizado y su valor numérico correspondiente. Este valor se asigna mediante un sistema automatizado de indización ponderada (Karen Spärck Jones). Al realizar una consulta, la pregunta se convertirá en otro vector que buscará en el espacio multidimensional un vector-documento similar que resuelva la consulta satisfactoriamente. Este sistema ha tenido carrera comercial.
Gerard Salton también desarrolló las técnicas de retroalimentación por relevancia. Son estrategias de modificación de consultas con el fin de mejorar los valores de precisión y exhaustividad en sistemas documentales de recuperación de información.
Gerard Salton muere el 28 de agosto de 1995 víctima de un cáncer fulminante a la edad de 68 años.

## Obras y reconocimientos
Escribió 4 libros y más de 150 artículos en revistas científicas. En 1975 recibió el Premio ASIS al mejor libro en ciencia de la información por Dynamic information and library processing. En 1968 publicó Automatic information organization and retrieval y en 1983 Introduction to modern information retrieval, en coautoría con M.J. McGill.
Recibió, entre otros premios, el Premio ASIST al Mérito Académico en 1989 y el primer Premio SIGIR (Special Interest Group on Information Retrieval) en 1983, bautizado como Premio Gerard Salton a la muerte del autor.

## Obras de referencia
- MOYA ANEGON, Felix de (2002): Técnicas de recuperación documental. EN: Manual de ciencias de la documentación. Madrid:Pirámide.
- El profesional de la información, noviembre de 1995.